# Tatort: Brüder (2014)
Brüder ist ein Fernsehfilm aus der Fernseh-Kriminalreihe Tatort der ARD, des ORF und des SRF mit Kriminalhauptkommissarin Inga Lürsen alias Sabine Postel und Kriminalkommissar Stedefreund alias Oliver Mommsen. Der Film wurde von Bremedia im Auftrag von Radio Bremen und des WDR produziert und am 23. Februar 2014 erstmals gesendet. Es ist die 901. Folge der Tatort-Reihe.

## Handlung
Die Polizisten David Förster und Anne Peters gehen einem Notruf nach – ein Mann fühlt sich ernsthaft bedroht. Der Einsatz eskaliert und Peters wird lebensgefährlich verletzt. Als die ermittelnden Bremer Kriminalhauptkommissare Inga Lürsen und Nils Stedefreund eintreffen, sind Förster und der Fremde verschwunden. Indizien deuten darauf hin, dass der Mann ermordet wurde. Durch ein im Polizeiwagen gefundenes Haar kann Ahmed Nidal als einer der Täter identifiziert werden. Er gehört zu dem gefürchteten Clan arabischer Schwerkrimineller, der die Bürger von Bremen in Angst und Schrecken versetzt. Sein Bruder Hassan Nidal steht derzeit vor Gericht. Er hält sich für unantastbar, da der Clan nach seinen Regeln funktioniert, wodurch es schwer ist, ihm etwas nachzuweisen. Ein Kronzeuge, der für diesen Prozess ausschlaggebend sein könnte, ist seit kurzem verschwunden.
Lürsen und Stedefreund finden heraus, dass David und Anne die Aktivitäten dieses kriminellen Clans gestört haben. Als David wieder auftaucht, weicht er den Fragen zum Tathergang aus. Es findet sich jedoch ein Zeuge, der von seinem Fenster aus den Überfall beobachtet hatte. Nach dessen Aussage hatte David Förster seine Kollegin Anne Peters alleingelassen. Lürsen ist sich sicher, dass die junge Frau nur deshalb so schwer verletzt ist, weil sie jemanden erkannt hatte. Deshalb ist es verwunderlich, dass Förster unbehelligt entkommen konnte.
David Förster ist von den Geschehnissen schwer mitgenommen. Sein Hauptproblem besteht darin, dass er mit Mesut, Hassan Nidals Bruder, dem er bei dem Überfall gegenüberstand, befreundet ist. Jenen sucht er auf, obwohl er jahrelang kaum Kontakt zu ihm hatte. Mesut hat dem Clan abgeschworen und lebt seit Jahren in Bremen. Trotzdem macht Förster ihn für Annes Zustand mitverantwortlich und will mit Mesuts Hilfe die Schuldigen zur Strecke bringen. Da dies mit den rechtlich eingeschränkten Polizeimöglichkeiten schwierig ist, geht er seinen eigenen Weg. Die Tatsache, dass Förster bei seinen Kollegen in den Verdacht geraten ist, Anne Peters im Stich gelassen zu haben, macht ihm seinen Entschluss leichter. Er kennt die Nidals und weiß, wozu sie fähig sind.
Die gefundenen DNA-Spuren am Tatort können dem Spediteur Benno Eisen zugeordnet werden. Er sollte als Kronzeuge im laufenden Nidal-Prozess aussagen. Auch wird der Zeuge, der den Überfall auf die Polizisten beobachtet hatte, von Nidals Leuten so unter Druck gesetzt und eingeschüchtert, dass er einknickt. Als Anne Peters dann ihren schweren Verletzungen erliegt, scheinen alle Beweismöglichkeiten gegen den Clan vernichtet zu sein. Lürsen kann allerdings den Transporter ausfindig machen, in dem DNA-Spuren des Opfers Benno Eisen sowie der Brüder Hassan und Ahmed Nidal gefunden werden. Nach Meinung der Kommissarin wären diese Punkte für einen Prozess ausreichend, auch wenn keine Leiche gefunden worden sei. Allerdings hat der Clan inzwischen auch den Richter bedroht, sodass Hassan Nidal weiter auf freiem Fuß bleiben darf. Auch dieser erneute Rückschlag lässt die Ermittler nicht resignieren. Sie suchen weiter nach Beweisen gegen ihn. So vermutet Lürsen, dass Eisen, als Inhaber der Spedition, über die der Clan seine Waren ins Land bringt, einen Container abgezweigt hatte, um Beweise gegen Hassan zu haben. Auf der Suche danach findet sie unerwartet Eisens Leiche. Damit kann die Untersuchungshaft gegen Hassan nicht mehr abgelehnt werden, doch der ist nun flüchtig und ebenfalls auf der Suche nach dem fehlenden Container. Das ist die Chance für Förster. Er nimmt über Mesut Kontakt zu Hassan auf und will für ihn Termin und Ort der Ankunft der Rauschgiftlieferung herausfinden, die sich in dem bewussten Container befindet. Notgedrungen vertraut sich Förster Lürsen und Stedefreund an und man arbeitet gemeinsam an der Ergreifung Nidals. In der Folge gelingt es, den Nidal-Clan, der gerade dabei ist, seine Ware aus dem Container zu laden, auf frischer Tat zu stellen. Dabei wird Hassan Nidal von einer Kugel getroffen und schwer verletzt ins Krankenhaus gebracht. Aufgrund der Beweislage kann der laufende Prozess um die Anklage wegen Mordes an Eisen und Peters erweitert werden, allerdings wird er ausgesetzt, bis der Hauptangeklagte Hassan Nidal wieder vernehmungsfähig ist.
Försters Freund Mesut, der seine Familie eigentlich verachtete und stets auf Abstand zu dem Clan bedacht war, nimmt Hassans Schicksal mehr mit, als er glaubte. Er kehrt in den Schoß der Familie zurück und übernimmt die Stellung seines Bruders.

## Hintergrund
Die Folge wurde von der Produktionsfirma Bremedia für den Westdeutschen Rundfunk in Bremen und Umgebung unter dem Arbeitstitel Sunny gedreht.

## Rezeption

### Einschaltquote
Die Erstausstrahlung von Brüder am 23. Februar 2014 erreichte in Deutschland 10,18 Millionen Zuschauer und einen Marktanteil von 27,4 Prozent für Das Erste.

### Kritik
Volker Bergmeister bewertet bei tittelbach.tv diesen Tatort als eine „Gratwanderung. Die Autoren Wilfried Huismann und Dagmar Gabler spielen mit einem komplexen und beängstigenden Thema: der Angst vor der Übermacht arabischer Großfamilien auf den deutschen Staat. Ein schwieriger Balanceakt zwischen political correctness, Beschäftigung mit Vorurteilen und gesellschaftlicher Realität. Der Film von ‚Tatort‘-Experte Florian Baxmeyer besitzt Spannung, Tempo, Emotionen, Action, aber in der Umsetzung auch (zu) viele Klischees. Dennoch: sehenswert!“
Bei Stern.de urteilt Annette Berger ähnlich: „Die Handlung der neuen Bremer ‚Tatort‘-Folge ‚Brüder‘ begibt sich auf ein ebenso spannendes wie riskantes Terrain. Es geht um die kriminellen Machenschaften einer deutsch-arabischen Großfamilie, die sich weder durch Polizei noch durch die Justiz stoppen lässt. In der Realität gibt es solche Parallelgesellschaften in Deutschland auch, etwa in Berlin, aber auch in Bremen. Heikel ist der Stoff, weil er die Gefahr birgt, ins Klischeehafte oder gar Ausländerfeindliche abzugleiten. Regisseur Florian Baxmeyer sowie die Drehbuchautoren Wilfried Huismann und Dagmar Gabler liefern jedoch ein ganz unsentimentales Stück ab – von ein paar seichten Stellen in der zweiten Hälfte der Handlung einmal abgesehen.“
Robert Braunmüller von der Abendzeitung in München meint: „Die allzu weichen Bürokraten des Rechts wirkten geradezu gelähmt von den Blicken der harten Jungs. Über die Zusammenhänge von organisierter Kriminalität und bürgerlichen Geschäften verliert der Krimi kein Wort. ‚Vergesst das Multikulti-Gelaber‘, meinte der Polizistenausbilder. ‚Wer sich allzu grün macht, den fressen die Ziegen‘, zitierte die Kommissarin Goethe gegenüber dem eingeschüchterten Richter. Nur: Was tun gegen die organisierte Kriminalität von Ausländern? Methoden aus Wildwest wie in diesem Krimi sind allerdings auch keine Lösung.“
Holger Gertz von der Süddeutschen Zeitung schreibt: „Die Miris haben die Stadt nicht im Griff, aber sie verbreiten Angst und Schrecken, nicht zuletzt bei der Bremer Polizei. Dass Baxmeyer das Thema überhaupt verarbeitet und sich mit den zahlreichen Hütern der political correctness anlegt, ist schon mal bemerkenswert. […] Das ist eine klare Versuchsanordnung, und Baxmeyer erzählt die Geschichte bündig runter, eine Geschichte über wechselseitige Fremdheit in allen Schattierungen. Menschen, gefangen in Gegnerschaft; jeder hält sich für das Gesetz. […] Die Charakterisierung der Clanmitglieder kommt manchmal etwas klischeeartig rüber, aber über weite Strecken hält der Tatort das Thema und die Spannung, und er bietet keine Lösungen an, wo es keine Lösungen gibt.“